# Horisme lichenosa
Horisme lichenosa là một loài bướm đêm trong họ Geometridae.